# Trigonopterus daun
Trigonopterus daun – gatunek chrząszcza z rodziny ryjkowcowatych i podrodziny krytoryjków.

## Taksonomia
Gatunek ten opisany został po raz pierwszy w 2021 roku przez Radena P. Narakusumo i Alexandra Riedela na łamach „ZooKeys”. Jako miejsce typowe wskazano górę Dako w kabupatenie Tolitoli w indonezyjskiej prowincji Celebes Środkowy. Epitet gatunkowy oznacza po indonezyjsku „liść” i nawiązuje do miejsca bytowania owada.

## Morfologia
Chrząszcz o ciele długości od 2,3 do 2,7 mm, wysklepionym, w zarysie prawie jajowatym ze słabym przewężeniem między przedpleczem a pokrywami, ubarwionym czarno z rdzawymi czułkami i odnóżami. Ryjek samca zaopatrzony jest w listewkę środkową i parę listewek przyśrodkowych. Epistom jest słabo widoczny. Powierzchnia przedplecza jest gęsto punktowana. Pokrywy mają rzędy z małymi punktami oraz niepunktowane lub bardzo skąpo punktowane międzyrzędy. Listewki przednio-brzuszne na udach przedniej pary są lekko karbowane, na tych par pozostałych zaś ząbkowane. Tylna para odnóży ma na udach przedwierzchołkową łatkę strydulacyjną. Goleń tylnej pary ma na spodzie szereg rzadkich, sztywnych i długich szczecin. Genitalia samca mają prącie o bokach zbieżnych oraz szczycie szpatułkowatym, ściętym i pozbawionym szczecinek, mały i haczykowaty aparat przenoszący oraz przewód wytryskowy z niewyraźnym bulbusem.

## Ekologia i występowanie
Ryjkowiec ten zasiedla górskie lasy. Spotykany jest na rzędnych od 970 do 1200 m n.p.m. Bytuje na listowiu roślinności.
Owad orientalny, endemiczny dla Celebesu, znany tylko z lokalizacji typowej w prowincji Celebes Środkowy.